# イヴァン・アセン3世
イヴァン・アセン3世（ブルガリア語: Иван Асен III、1259年もしくは1260年 - 1303年）は、第二次ブルガリア帝国の皇帝（ツァール、在位：1279年 - 1280年）。父のミツォ・アセンはコンスタンティン・ティフとブルガリアの帝位を争って敗れた人物であり、母マーリアはイヴァン・アセン2世の娘であった。

## 生涯
1277年にブルガリアで農民反乱を起こしたイヴァイロがブルガリア帝位に就くにおよび、東ローマ帝国皇帝ミカエル8世は宮廷にイヴァン・アセン3世を呼び出し、彼にデスポティスの称号を与え、1277年（もしくは1278年）に長女のイリニを彼の元に嫁がせた。ミカエル8世はイヴァン・アセン3世をブルガリアの帝位に就けるため、彼に軍隊を与えてブルガリアに送り出す。
陸路からブルガリアに侵入した軍団はイヴァイロの軍に敗れたものの、イヴァン・アセン3世は東ローマの司令官ミカエル・グラバスに伴われてヴァルナ沿岸に上陸することができた。また、東ローマと同盟関係にあったジョチ・ウルスの軍隊が、ドルスタル（現在のシリストラ）の要塞でイヴァイロを3か月の間包囲し、イヴァイロが留守にしていた首都タルノヴォでは彼が戦死した噂が流れていた。イヴァイロの消息が途絶えた間に東ローマ軍はタルノヴォをしばしば包囲し、噂を信じたブルガリアの貴族たちは、1279年にイヴァン・アセン3世を新たなブルガリア皇帝に擁立した。
即位後イヴァン・アセン3世はタルノヴォでの地位を堅固にするため、妹のマリアをクマン人の血を引く大貴族ゲオルギ・テルテルの元に嫁がせるが、
ブルガリア内で影響力を有することはできなかった。さらに戦死したと思われていたイヴァイロがタルノヴォの城壁の前に現れ、3度にわたって派遣された東ローマの援軍を破った。貴族の支持を失ったイヴァン・アセン3世とイリニは宮殿の宝物庫の中から財宝を持ち出し、タルノヴォから脱出した。2人はメセンブリア（現在のネセバル）を経てコンスタンティノープルに出航したが、ミカエル8世は2人の受け入れを数日の間拒んだ。
1280年（もしくは1281年）にイヴァン・アセン3世はジョチ・ウルスの有力者ノガイの元を訪れ、ブルガリア帝位回復の支援を受けようとした。ゲオルギ・テルテルに敗れて失脚したイヴァイロも同じようにノガイを頼ってきていたが、ノガイはイヴァン・アセン3世を支持してイヴァイロを殺害した。しかし、イヴァン・アセン3世が再びブルガリアの帝位に就くことは無かった。その後イヴァン・アセン3世はトローアドに与えられた領地に戻り、1303年に没した。
イヴァン・アセン3世とイリニは東ローマの有力貴族であるアサン（アサニナ）家の祖となり、15世紀半ばから東ローマ帝国の滅亡に至るまで、宮廷や地方に有力者を多く輩出した。ヨハネス6世カンタクゼノスの妃イリニはアサン家の出身であり、2人の娘ヘレネはヨハネス5世パレオロゴスに嫁ぎ、アンドロニコス4世パレオロゴス以降の東ローマ皇帝の祖先となった。

## 家族
ミカエル8世の娘イリニとの間に7人の子をもうけた。
- ミカエル
- アンドロニコス - 1316年よりペロポネソスの統治官を務める[3]。彼の娘のイリニはヨハネス6世カンタクゼノスの妻となる。
- イサク
- マヌエル
- コンスタンティン
- テオドラ
- マリア